# Cavernocepheus monstruosus
Cavernocepheus monstruosus är en kvalsterart som beskrevs av Balogh och Sandór Mahunka 1969. Cavernocepheus monstruosus ingår i släktet Cavernocepheus och familjen Tetracondylidae. Inga underarter finns listade i Catalogue of Life.